# Condado de Sanborn
O Condado de Sanborn é um dos 66 condados do Estado americano da Dakota do Sul. A sede do condado é Woonsocket, e sua maior cidade é Woonsocket. O condado possui uma área de 1 477 km² (dos quais 3 km² estão cobertos por água), uma população de 2 675 habitantes, e uma densidade populacional de 2 hab/km² (segundo o censo nacional de 2000).